# إيميلين ب. ويلز
إيميلين بلانش وودوارد هاريس ويتني ويلز (بالإنجليزية: Emmeline B. Wells) (ولدت في 29 فبراير عام 1828 وتوفيت في 25 أبريل عام 1921). كانت صحفية أمريكية ومحررة وشاعرة وداعية لحقوق النساء وكاتبة يوميات. تولت منصب الرئيس العام الخامس لجمعية الإغاثة التابعة لكنيسة يسوع المسيح لقديسي الأيام الأخيرة منذ عام 1910 وحتى وفاتها. مثلت ولاية يوتا في كل من مؤتمري حق الاقتراع الوطني والأمريكي للنساء، وكانت رئيسة جمعية يوتا لحق النساء في التصويت. كانت رئيسة تحرير صحيفة «وومنز إكسبوننت (نصير المرأة)» لمدة 37 عامًا. كانت زوجة لكل من نيويل ك. ويتني، ثم دانيال ه. ويلز.

## سيرتها

### حياتها المبكرة
ولدت إيميلين بلانش وودوارد في 29 فبراير عام 1828 في بيرشام بولاية ماساتشوستس. كانت الطفلة السابعة لداود ودياداما هير وودوارد. توفي والدها عندما كانت في الرابعة من عمرها. ادعت لاحقًا أن والدتها الأرملة ألهمتها لأن تكون داعية لحقوق المرأة. لدى زواج والدتها من جديد بصموئيل كلارك جونيور، انتقلت عائلة وودوارد إلى نورث نيوسالم، ماساتشوستس.
قضت إيميلين هناك عشر سنوات من طفولتها. أثر الدين بشدة على سنوات حياتها الأولى؛ التحقت العائلة بكنيسة القرية المحلية، وفقًا للتقليد المتبع في نيو إنجلاند. عندما كانت طفلة، كتبت قصائد وقصصًا شاركتها مع أصدقائها. كثيرًا ما كانت تستمتع بوقتها في الطبيعة. كانت وودوارد فتاةً ذكية جدًا وبدأت الدراسة في المدرسة العامة حتى التحقت بأكاديمية نيو سالم. تخرجت من الأكاديمية في الرابعة عشر من عمرها.
أخلّت حركة الإحياء المسيحية بالوحدة الدينية لمدينة نيو سالم، وانقسم مجتمع وودوارد إلى طوائف مختلفة. متّبعةً أمها وأشقائها وبضع أصدقاء، التحقت وودوارد بكنيسة يسوع المسيح لقديسي الأيام الأخيرة في الأول من مارس عام 1842. عادت بعد معموديتها إلى الأكاديمية وواصلت دراستها؛ لم تحضر اجتماعات الكنيسة للعام الأول من عضويتها. عندما قدمت طلبًا لتصبح معلمة، شكّل التمييز ضد عقيدتها عائقًا أمامها. مع ذلك، صمدت وعلمت لفترة قصيرة بمدرسة في أورانج بولاية ماساتشوستس قبل زواجها الأول في سن الخامسة عشرة.

### زيجاتها
تزوجت من جيمس هاريس الذي كان في الخامسة عشر من عمره، والذي كان أيضًا عضوًا في الكنيسة، في 19 يوليو عام 1843 في فيرنون، فيرمونت. بانت صعوبة الزواج على إيميلين الشابة؛ شجبتها حماتها، وكانت غير مستعدة للحياة الزوجية. كتبت أنها كانت عاطفية جدًا في اتخاذ ذلك القرار الكبير، وأعربت عن أسفها للزواج في مثل هذا السن الصغير. أصبحت حياة إميلين أكثر صعوبة عندما غادرت مع عائلة هاريس ومجموعة أخرى من قديسي اليوم الأخير في نيو إنجلاند إلى مستوطنة مورمون في ناوفو بولاية إلينوي عام 1844. في وقت لاحق، تركت أمها وزوج أمها الكنيسة ونوفو، لتبقى وحيدة مع زوجها. أنجبت ابنها يوجين هنري في الأول من سبتمبر عام 1844. أصيب زوجها بالملاريا خلال فترة حملها، وفي الشهر السادس، أصيب ابنها الرضيع بالمرض أيضًا ولم يتمكن من النجاة. إضافةً لصراعها مع المرض وحزنها على فقدان ابنها، ودّعت إميلين زوجها الذي غادر لإيجاد عمل في سانت لويس. طلب منها أن تترك نوفو للعيش مع والديه مرة أخرى، إلا أنها رفضت. مات جيمس هاريس وهو يعمل بحارًا في المحيط الهندي ولم يعد قط إلى زوجته.
عادت إميلين الشابة إلى مهنة التعليم. التقت هاريس بنويل ك. ويتني من خلال أطفاله الملتحقين بالمدرسة وتزوجا لاحقًا في 24 فبراير عام 1845 بموجب ممارسة الزواج المتعدد الذي أباحته طائفة المورمون. أحبت إيميلين ويتني زوجها الجديد، وشعرت بأمان أكبر لكونها زوجته. غادرت نوفو في عام 1846، برفقة عائلة ويتني الكبيرة، تاركين مخيمات وينتر كوارترز في نبراسكا، متوجهين إلى إقليم يوتا في العام 1848. سافروا برفقة هيبر سي كيمبل بدعوة من رئيس الكنيسة آنذاك بريغهام يونغ. خلال رحلتها، نمت علاقتها بأخوات زوجها.  كانت حاملًا لدى وصول الفوج إلى وادي سولت ليك في 8 أكتوبر عام 1848. ولدت ابنتها الأولى، إيزابيل ويتني، في نفس العربة التي طافت بوالدتها أنحاء البلاد؛ روت إميلين لاحقًا: «كانت عرباتنا وخيامنا الرثّة المنزل الوحيد الذي نملكه». بعد بناء عائلة ويتني منزلهم، ولدت إميلين ابنته الثانية، ميلفين ويتني، في 18 أغسطس عام 1850. لسوء الحظ، لم تسمح وفاة زوجها الثاني بإتمام الأخبار الطيبة. نعت إميلين رحيله بشدة. في الـ22 من عمرها، كانت قد ترمّلت مرتين.
دفعت وفاة نويل ويتني في عام 1850 إلى عودة إميلين للتدريس مرة أخرى كوسيلة لإعانة بناتها. ظلت مسؤولة عن إعانة نفسها لبقية حياتها. تقدمت للزواج من دانيال ه. ويلز، صديق زوجها الراحل وقيادي مدني بارز. في عام 1852، أصبحت زوجته السابعة. كان زواجهما متباعدًا، إذ تحمل ويلز عبء الواجبات المدنية والكنيسة وعائلاته الستة الأخرى. عاشت إميلين بمعزل عن زوجات ويلز الأخريات. أنجبت ابنة أخرى في عام 1853، إيما «إيمي» ويلز. مع اندلاع حرب يوتا في العام 1875، انتقلت إيميلين جنوبًا إلى بروفو. أنجبت طفلتها الرابعة في عام 1859، إليزابيث آن ويلز، على اسم إليزابيث آن ويتني. على الرغم من صعوبة السنوات الأولى في علاقتهما، تنامى الحب والهيام لاحقًا في علاقتهما. لم تأسف من مشاركتها في علاقة متعددة. توفي دانيال ويلز في 24 مارس عام 1891. في نهاية حياتها، كانت قد ترمّلت ثلاث مرات.

## إسهاماتها
وومنز إكسبوننت

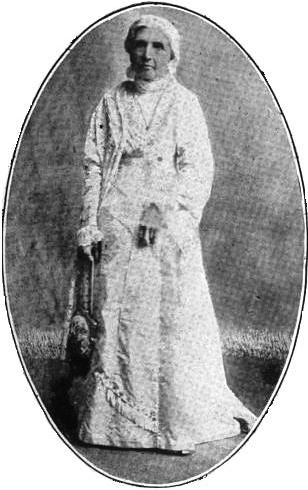
صورة إميليِن بَنكهورست، زعيمة حركة السُفراجيت البريطانية، والتي ناضلت من أجل حصول النساء على حق التصويت.

«كان الهدف من الصحيفة دومًا تقديم المساعدة لمن يحتاجها في كلّ سطر يُكتب ... نحب النساء ونسعى دائمًا إلى النهوض بهن ومساعدتهن على تحقيق مثلهن العليا».
منذ سن مبكرة، كتبت إيميلين ويلز الشعر والقصص القصيرة، إلا أن مسيرتها المهنية ازدهرت بكتباتها المقالات الافتتاحية التي كتبتها لصحيفة وومنز إكسبوننت. نشرت الصحيفة الدورية التي تأسست عام 1872 أخبار النساء في كنيسة يسوع المسيح لقديسي الأيام الأخيرة إلى جانب مقالات تدعو لحقوق المرأة التعليمية والاقتصادية والتصويت. أصبحت الصحيفة جزءًا من شبكة الصحافة النسائية على مستوى البلاد، ليصل صدى ويلز إلى ما وراء حدود يوتا. كتبت عديدًا من المقالات حول حقوق المرأة، لا سيما الحق في الترشح للانتخابات وحق التصويت. نشرت تحت الاسم المستعار «بلانش بيتشوود» 40 مقالًا جادلت فيها بحماسٍ لصالح حق المرأة في التصويت، والإصلاح الاجتماعي والحرية الدينية. أصبحت ويلز مساعدة رئيس تحرير الصحيفة عام 1875 بعد إنهاء كورنيليا اتش. هورن فترة نصابها كمديرة أعمال. بعد لولا غرين ريتشاردز، كانت ويلز المحررة الثانية والأخيرة للصحيفة بين عامي 1877 و1914. كما تولت مسؤولية عملها كناشرة ومديرة أعمال ومالكة. كمحررة، أصبحت معروفة بمواهبها التنفيذية وذاكرتها الفذّة. واصلت نشر مقالاتها وأشعارها تحت اسم «العمة إم». بطلبٍ خاص من رئيس الكنيسة بريغهام يونغ، كتبت إميلين وجمعت سير حياة نساء الكنيسة لنشرها في الصحيفة. توازت مقتطفاتها على مر السنين مع آرائها النسوية والعاطفية، فضلًا عن معتقداتها الدينية. مثلت الصحيفة مساحة لنساء الكنيسة للتعبير عن آرائهن، بما فيها تلك التي تخص تعدد الزوجات. بالقرب من انتهاء فترة عملها كمحررة، استعانت ويلز بابنتها آني ويلز كانون كمحررة مساعدة. بعد فشل طلبها بجعل صحيفة وومنز إكسبوننت نشرة رسمية لجمعية الإغاثة، اختتمت الصحيفة المنادية بحق التصويت للنساء في فبراير عام 1914 مع أخر افتتاحية لويلز بعنوان «وداع من القلب».
استمرت ويلز بكتابة العديد من القصص القصيرة والأشعار التي نُشر منها الكثير. جمعت أعمالها الشعرية لاحقًا في مجلد واحد بعنوان «موسيقى وذكريات»؛ لاقى استحسانًا كبيرًا حتى أنها نشرت طبعة ثانية. في عام 1912، أصبحت أول امرأة تحصل على دكتوراه فخرية في الأدب، منحتها إياها جامعة بريغهام يونغ.

## روابط خارجية
- إيميلين ب. ويلز على موقع الموسوعة البريطانية (الإنجليزية)